# Paxillostium nanum
Paxillostium nanum är en snäckart som beskrevs av Gardner 1970. Paxillostium nanum ingår i släktet Paxillostium och familjen tusensnäckor. Inga underarter finns listade i Catalogue of Life.